# Metzange
Metzange (prononcé /mɛtsɑ̃ʒ/) est un hameau de la commune française de Thionville dans le département de la Moselle.
Ses habitants sont appelés les Metzangeois en français et les Metzénger en platt.

## Géographie
Ce hameau est situé de part et d'autre du ruisseau de Metzange, qui est également appelé « Metzénger baach » en francique lorrain. Par ailleurs, le hameau de Metzange est contigu au village de Volkrange. 

### Parking-Relais de Metzange
Ouvert depuis février 2021 et inauguré le 12 juillet 2022, ce parking-relais est situé dans la zone d'activités de Metzange et a une capacité de 764 places de stationnement. Il a pour vocation de désengorger l'autoroute A31 en proposant aux frontaliers d'y garer leurs voitures et de prendre l'autocar pour aller au Luxembourg.

## Toponymie
En allemand : Metzingen et Metzing. En francique lorrain : Metzénge.
Ce lieu est mentionné sous la forme Meslange en 1681, sous la forme Metzinga (sans date) et dans le passage suivant en 1863 : « Metzing. Endroit vulgairement nommé Metzange ».

## Histoire
Volkrange et Metzange étaient le siège d'un fief et d'une justice haute, moyenne et basse, mouvant du roi de France en 1681.
Ce hameau a fait partie du canton de Hayange en 1790, de celui d'Œutrange à l'époque de l'an III, et de celui de Thionville en 1802 ; cela toujours comme annexe de Volkrange. En 1969, Metzange est rattaché à Thionville.
Lorsqu'en 1896 la mine d'Angevillers perce la « galerie Charles » à Metzange, ce hameau connait une grande activité. Car la sortie du minerai de fer, exploité par cette mine, se faisait par cette galerie et de ce fait une cité ouvrière est alors créée à Metzange ; sachant que la mine a été fermée dans les années 1970.
En 1986, les habitants de Metzange qui avaient 40 ans parlaient encore très bien le dialecte local.

## Démographie
Les habitants de ce hameau étaient anciennement surnommés : d'Metzénger Käiz (les chabots de Metzange).
| 1835 | 1844 | 1845 | 1851 | 1866 | 1900 | 1931 | 1946 | 1986 |
| ---- | ---- | ---- | ---- | ---- | ---- | ---- | ---- | ---- |
| 85   | 75   | 72   | 89   | 106  | 107  | 198  | 142  | 75   |